# Почвенный институт имени В. В. Докучаева
Почвенный институт имени В. В. Докучаева (Почвенный институт) — федеральное государственное бюджетное научное учреждение. Ведет исследования в области почвоведения, методологии почвенно-агроэкологического мониторинга, рационального землепользования и рекультивации почв. Ведущий научный институт в России по изучению свойств почв и почвенного покрова.
Институт внес основной вклад в разработку как общепринятой, так и новой классификации почв.

## История
В 1888 году по инициативе В. В. Докучаева в составе Вольного экономического общества учреждается Почвенная комиссия, ставшая предшественницей Почвенного института.
В 1913 году Комиссия была реорганизована в Докучаевский почвенный комитет, во главе которого встали К. Д. Глинка, Л. И. Прасолов, С. С. Неуструев.
В 1918 году под руководством Ф. Ю. Левинсон-Лессинга на базе комитета был организован почвенный отдел Комиссии по изучению естественных производительных сил (КЕПС), а в 1925 г. — Почвенный институт КЕПС.
2 апреля 1927 года общее собрание Академии Наук СССР на основании докладной записки Ф. Ю. Левинсон-Лессинга и В. И. Вернадского приняло решение о переводе Почвенного института КЕПС в состав Академии наук, то есть о создании самостоятельного Почвенного института им. В. В. Докучаева.
В 1927 году Институт участвовал в подготовке к 1 Международному конгрессу почвоведов в США.
До 1931 года институт состоял из отдела картографии и географии почв (руководитель Л. И. Прасолов), нескольких зональных групп, которые возглавляли Б. Б. Полынов, С. С. Неуструев, Н. И. Прохоров, А. М. Панков, М. И. Рожанец, и Почвенного музея.
Экспериментально-лабораторная база института состояла из трех лабораторий: химии почв (руководитель К. К. Гедройц), минералогии почв (П. А. Земятченский) и массовых анализов (Н. И. Соколов).
В 1931—1933 годах создан ряд проблемно-методических лабораторий: плодородия почв (А. Т. Кирсанов), засоленных почв (Б. Б. Полынов), биохимии (И. В. Тюрин), физики (A. M. Панков, позднее А. Ф. Лебедев, Н. А. Качинский), физико-химии (И. Н. Антипов-Каратаев), эрозии почв (A. M. Панков), кабинет микробиологии (Н. Н. Сушкина).

### Московский период
В 1934 году институт был переведен из Ленинграда в Москву. При этом, труды института продолжали печататься в Ленинграде до 1941 года.
В 1935—1937 годах были организованы лаборатории: химии почв (А. А. Роде), рентгенографическая (И. Д. Седлецкий) и спектральная (Д. Н. Иванов).
В 1930-е года начались комплексные исследования почвенного покрова страны, составляются почвенные карты Европейской и Азиатской частей СССР, мировая почвенная карта, разрабатывается классификация почв. Специальные исследования касаются генезиса подзолистых, лесостепных почв, солонцов, солончаков и каштановых почв. Изучался коллоидная фракция и органическое вещество почвы.
В послевоенные годы особое внимание уделяется различным аспектам мелиорации, продолжаются работы в области картографии и классификации почв, исследования органического вещества и микроморфологии.
Августовская сессия ВАСХНИЛ (1948) оказала влияние на институт. 10 ноября 1948 года Бюро Отделения геолого-географических наук АН СССР обсудило материалы расширенного заседания Учёного совета Почвенного института (от 12-14 октября 1948 г.) по вопросу о работе института и его ближайших задачах. Крупнейшим недостатком в исследованиях института была названа недооценка учения В. Р. Вильямса, а также то, что тематика проводимых работ не имела связи с решением проблем крупного народнохозяйственного значения. Были выявлены и предложены к устранению и некоторые другие недоработки.
В июне 1961 года институт был передан из структуры АН СССР в состав ВАСХНИЛ (Министерство сельского хозяйства СССР). В состав института входило 1 отдел и 11 лабораторий. Основные темы института: изучение и учёт земельных ресурсов СССР, разработка научных основ повышения плодородия почв, мелиорации и освоения засоленных, солонцовых и заболоченных почв, охраны почв от эрозии, а также вопросы общей теории почвообразования, классификации и систематики почв.
В 1974 году Институт участвовал в подготовке и проведении 10 Международного конгресса почвоведов в Москве.
В 1976 году вышли многотомные издания: «Агрохимическая характеристика почв СССР» и «Агрофизическая характеристика почв СССР».
В 1977 году на Юбилейной сессии ВАСХНИЛ, посвященной 50-летию со дня основания Почвенного института «за достигнутые успехи и в связи с 50-летием» Институт был награждён орденом Трудового Красного Знамени.
В 2012 году был образован ООО «МИП Почвенного института им. В. В. Докучаева» В состав учредителей входит ФГБНУ Почвенный институт им. В. В. Докучаева.
С 8 января 2014 года Институт перешёл под управление ФАНО России, в результате переподчинения ФАНО — Российской академии наук, Российской академии медицинских наук и Россельхозакадемии.
В 2017 году было создано новое подразделение — Испытательный лабораторный центр (ИЛЦ) ФГБНУ «Почвенный институт им. В. В. Докучаева», в 2018 году он получил аттестат аккредитации.
В 2027 году планируются мероприятия по празднованию 100-летия института

### Названия и руководство
Официальные названия:
- 1925 — Почвенный институт Комиссии по изучению естественных производительных сил (КЕПС)
- 1927 — Почвенный институт имени В. В. Докучаева АН СССР
- 1961 — Почвенный институт имени В. В. Докучаева ВАСХНИЛ
- 2014 — Почвенный институт имени В. В. Докучаева РАН

под руководством:
- 1992 — Российская академия сельскохозяйственных наук
- 2014 — ФАНО России
- 2018 — Министерство науки и высшего образования Российской Федерации и РАН.

Директора института, по годам назначения:
- 1927 — Левинсон-Лессинг, Франц Юльевич
- 1927 — Глинка, Константин Дмитриевич
- 1927 — Левинсон-Лессинг, Франц Юльевич
- 1929 — Гедройц, Константин Каэтанович
- 1931 — Келлер, Борис Александрович
- 1932 — Полынов, Борис Борисович
- 1937 — Прасолов, Леонид Иванович
- 1949 — Тюрин, Иван Владимирович
- 1962 — Рыжов, Сергей Николаевич
- 1964 — Егоров, Валентин Васильевич
- 1981 — Шишов, Лев Львович
- 2000 — Рожков, Вячеслав Александрович
- 2006 — Хитров, Николай Борисович
- 2013 — Иванов, Андрей Леонидович

## Современная структура
- Отдел генезиса, географии, классификации и цифровой картографии почв
  - Центр почвенных данных
- Отдел ведения Единого государственного реестра почв России
- Отдел физики и гидрологии почв
  - Лаборатория физики и гидрологии почв
  - Лаборатория эрозии почв
- Отдел агроэкологической оценки почв
- Отдел химии и физико-химии почв
- Отдел генезиса и мелиорации засоленных и солонцовых почв
  - Лаборатория минералогии и микроморфологии почв
- Отдел биологии и биохимии почв
  - Лаборатория почвенной информатики
- Межинститутский отдел изучения черноземов
  - Лаборатория математического моделирования почвенных процессов
  - Аналитическая инструментальная лаборатория
- Научно-техническая библиотека
- Картографический фонд
- Редакция журнала «Бюллетень Почвенного института им. В. В. Докучаева»
- Центральный музей почвоведения им. В. В. Докучаева

Стационары
- Производственно-эксплуатационный отдел

Испытательный лабораторный центр (ИЛЦ) ФГБНУ «Почвенный институт им. В. В. Докучаева»

## Известные сотрудники
В институте работали известные почвоведы, среди них:
- Антипов-Каратаев, Иван Николаевич
- Гедройц, Константин Каэтанович
- Глинка, Константин Дмитриевич
- Земятченский, Пётр Андреевич
- Иванова, Евгения Николаевна
- Ковда, Виктор Абрамович
- Козловский, Феликс Иванович
- Неуструев, Сергей Семёнович
- Полынов, Борис Борисович
- Прасолов, Леонид Иванович
- Прохоров, Николай Иванович
- Рыбалкина, Александра Васильевна
- Роде, Алексей Андреевич
- Соболев, Сергей Степанович
- Сушкина, Надежда Николаевна
- Тюрин, Иван Владимирович
- Турсина, Татьяна Владимировна
- и другие